# I Am Not
I Am Not è l'EP di debutto del gruppo sudcoreano Stray Kids, pubblicato il 26 marzo 2018 dalla JYP Entertainment e distribuito tramite Iriver. La performance di debutto intitolata Stray Kids Unveil: Op. 01: I Am Not si è tenuta il giorno precedente. L'album ha venduto 54 733 copie fisiche per il mese di marzo.
L'album è stato pubblicato fisicamente in due versioni: una versione "I am" e una versione "Not".

## Tracce
Crediti adattati da Melon.
1. NOT! – 1:22 (testo: Bang Chan – musica: Bang Chan, Hong Ji-sang)
2. District 9 – 3:31 (testo: 3Racha – musica: 3Racha, Trippy)
3. Mirror – 3:40 (testo: 3Racha – musica: 3Racha, Lee Woo-min "collapsedone", Fredrik "Fredro" Ödesjö)
4. Awaken – 3:13 (testo: 3Racha – musica: 3Racha, Kim Park Chella)
5. Rock (돌?, DolLR) – 3:13 (testo: 3Racha – musica: 3Racha, Glory Face (Full8loom))
6. Grow Up (잘 하고 있어?, Jal hago iss-eoLR; "Stai andando bene") – 3:30 (testo: 3Racha – musica: 3Racha, Trippy)
7. 3rd Eye – 4:03 (testo: 3Racha – musica: 3Racha, This N That)

Traccia aggiuntiva dell'edizione fisica
1. Mixtape #1 – 4:19 (testo: Stray Kids – musica: 3Racha, Woojin) – la canzone è la versione OT9 della canzone "Placebo" dei 3RACHA.

## Classifiche

### Classifiche settimanali
| Classifica (2018) | Posizione massima |
| ----------------- | ----------------- |
| Corea del Sud     | 4                 |

### Classifiche di fine anno
| Classifica (2018) | Posizione |
| ----------------- | --------- |
| Corea del Sud     | 54        |